# Vasilios Konstantinou
Vasilios Konstantinou (griechisch Βασίλης Κωνσταντίνου, * 19. November 1947) ist ein ehemaliger griechischer Fußballtorhüter.

## Spielerkarriere
Konstantinou begann seine Karriere als Jugendspieler von Panathinaikos Athen. 1964 als 17-Jähriger wurde er in den Kader der ersten Mannschaft aufgenommen und war dann Ersatztorhüter hinter Panagiotis Ikonomopoulos bis zum Jahre 1974. Von da an war Konstantinou Stammtorhüter der Grünen. Diese Position hielt er bis zum Wechsel zu OFI Kreta 1983 inne. In seiner Zeit bei Panathinaikos gewann er fünfmal die griechische Meisterschaft und viermal den griechischen Pokal. Er blieb nur ein Jahr auf Kreta und beendete seine Karriere 1984.
International spielte Konstantinou 28 Mal für die griechische Nationalmannschaft. Er nahm an der Fußball-Europameisterschaft 1980 in Italien teil und schied mit dem Team als Gruppenletzter in der Vorrunde aus. Er stand bei zwei Spielen auf dem Platz.

## Erfolge
- fünfmal griechischer Meister (1965, 1969, 1970, 1972, 1977)
- viermal griechischer Pokalsieger (1967, 1969, 1972, 1982)